# Triklórecetsav
A  triklórecetsav  egy ecetsav analóg, melyben a metilcsoport három hidrogénjét klóratomokra cserélték.

## Kémia
A   triklórecetsav  színtelen, enyhén szúrós szagú, higroszkópos kristályokat alkot. Vízben, éterben és alkoholban egyaránt jól oldódik. Nagyon erős sav, erőssége vetekszik a kénsavéval.

## Felhasználás
A gyógyászatban szemölcsök irtására használják. Újabban terjedőben van bőrradírként való alkalmazása az erős bőrhámlasztó hatása miatt. A VIII. Magyar Gyógyszerkönyvben  Acidum trichloraceticum     néven hivatalos.  